# Sciara
Sciara (sicilià Sciara) és un municipi italià, dins de la ciutat metropolitana de Palerm. L'any 2007 tenia 2.712 habitants. Limita amb els municipis d'Aliminusa, Caccamo, Cerda i Termini Imerese.

## Administració
| Període | Identitat      | Partit         |
| ------- | -------------- | -------------- |
| 2008-   | Salvatore Rini | Centreesquerra |